# Ampelisca honmungensis
Ampelisca honmungensis är en kräftdjursart. Ampelisca honmungensis ingår i släktet Ampelisca och familjen Ampeliscidae. Inga underarter finns listade i Catalogue of Life.